# Xylosma rusbyana
Xylosma rusbyana là một loài thực vật có hoa trong họ Liễu. Loài này được Sleumer miêu tả khoa học đầu tiên năm 1934.